# Manuel Joaquim do Amaral Gurgel
Manuel Joaquim do Amaral Gurgel (São Paulo, 8 de setembro de 1797 — São Paulo, 15 de novembro de 1864) foi um sacerdote católico, jornalista, jurisconsulto e político brasileiro.

## Vida
Foi um dos primeiros doutores em direito no Brasil. Recebeu o grau de bacharel em 1832 na Faculdade de Direito de São Paulo. Defendeu sua tese doutoral e, após ter sido aprovado por unanimidade, recebeu o grau de doutor em 1834.
Foi diretor da Faculdade de Direito de São Paulo e vice-presidente da província de São Paulo durante quatro períodos na década de 1860.